# Schicksalsgefährten
Schicksalsgefährten (englischer Originaltitel War Horse) ist ein Kinderroman des britischen Schriftstellers Michael Morpurgo, der im Jahr 1982 beim Verlag Kaye & Ward veröffentlicht wurde. Die deutsche Erstausgabe in der Übersetzung von Klaus Fritz erschien 2004 beim Carlsen Verlag. 2012 erschien eine neue Ausgabe im Carlsen Verlag unter dem Titel Gefährten. Die Geschichte des Pferdes Joey wurde 1997 in Morpurgos Roman Farm Boy fortgesetzt, dessen Handlung 50 Jahre später angesetzt ist. 2003 wurde Morpurgos Roman Mein Bruder Charlie veröffentlicht, der neuerlich die Gräuel des Ersten Weltkriegs aufgreift.

## Inhalt
Ein sechs Monate altes Halbblutfohlen wird bei einer Pferdeauktion an den englischen Bauern Narracot verkauft. Dieser ist betrunken und hat nur bei der Versteigerung mitgeboten, um einem anderen Landwirt eins auszuwischen. Sein Sohn Albert hingegen ist vom ersten Moment an vernarrt in das junge Pferd und nennt ihn Joey. Die nächsten Jahre wächst Joey unter der Obhut von Albert auf dem Bauernhof auf. Er reitet mit Joey frühmorgens und abends übers Land und bildet ihn untertags zu einem tüchtigen Arbeitspferd aus. Als der Erste Weltkrieg ausbricht, verkauft der Vater Joey hinter Alberts Rücken an Captain Nicholls von der britischen Armee. Albert ist am Boden zerstört und möchte sich als Freiwilliger melden, um nicht von Joey getrennt zu werden, doch er ist noch zu jung. Albert verspricht Joey beim Abschied, dass er ihn eines Tages wiederfinden werde.
Joey wird daraufhin als Militärpferd ausgebildet und lernt dabei den schwarzen Hengst Topthorn kennen, der ihm in den kommenden Kriegsjahren ein guter Freund und treuer Begleiter werden sollte. Die kurze, aber harte und anstrengende Zeit in der südenglischen Kaserne trägt bald Früchte und Joey entwickelt sich zu einem beherzten Armeepferd. Bald darauf setzen Joey und Topthorn mit dem Schiff nach Frankreich über, wo sie bei der Landung sogleich Bekanntschaft mit den Leiden des Krieges machen, indem sie an langen Kolonnen von verwundeten Soldaten vorbeikommen. Einige Tage später stößt Joeys Truppe auf den Feind und es kommt zum Gefecht. Die Briten sind zwar siegreich, doch der Preis dafür ist hoch: Viele Pferde werden getötet und auch Captain Nicholls wird beim Angriff von Joeys Rücken geschossen und stirbt.
Ab diesem Zeitpunkt kümmert sich der junge Kavallerist Warren um Joey, der zusammen mit Topthorn zunehmend als Transportpferd eingesetzt wird, da sich die Kavallerie gegen die Maschinengewehre und Kanonen wenig erfolgreich erweist. Nichtsdestotrotz werden Joey und Topthorn eines Tages neuerlich in ein Gefecht geschickt, in dem sie dem Feind in die Hände fallen und zu ‚Kriegsgefangenen‘ werden. Doch die Deutschen lieben ihre Pferde ebenso wie die Briten und so mangelt es den beiden lange Zeit an nichts. Sie werden vornehmlich dazu eingesetzt, einen Sanitätskarren zu ziehen, um Verwundete vom Schlachtfeld ins Lazarett zu bringen. In den Nächten sind sie in einem Stall untergebracht, der einem alten französischen Bauern und seiner Enkelin Emilie gehört. Das junge Mädchen und sein Großvater kümmern sich liebevoll um die beiden Pferde, die dadurch trotz des grauenvollen Kriegsalltags einen schönen Sommer auf dem Hof erleben. Als die Front weiterrückt, werden Joey und Topthorn von den Deutschen nicht länger gebraucht und dürfen – sehr zu Emilies Freude – auf dem Hof zurückbleiben, wo sie ab sofort als Arbeitspferde eingesetzt werden. Doch die Freude ist nur von kurzer Dauer: Die Deutschen kehren bald zurück und Joey und Topthorn werden zusammen mit vier weiteren Pferden vor einen Munitionskarren gespannt, um Kanonen an die Front zu transportieren.
Es folgt eine harte, entbehrungsreiche Zeit für die beiden Tiere, mit endlosem Regen und Kälte, wenig Nahrung und jeder Menge aufgeplatzter Wunden am ganzen Körper. Die Strapazen gehen an Topthorn nicht spurlos vorüber und nur knapp übersteht der Hengst den harschen Winter. Der freundliche alte Soldat Friedrich kümmert sich mittlerweile um die beiden Pferde, insbesondere um Topthorn. Nach einiger Zeit ohne nennenswerte Kämpfe geht es schließlich wieder an die Front. Auf dem Weg dorthin sackt Topthorn eines Tages einfach zusammen und ist tot. Noch während der Tierarzt Herzversagen feststellt, wird der Trupp plötzlich angegriffen und gerät in einen Granathagel, in dem auch Friedrich stirbt.
Auf sich alleine gestellt flüchtet Joey vor den anrückenden Panzern, gerät in einen dichten Nebel und findet sich schließlich genau im Niemandsland zwischen den Schützengräben der beiden Fronten. Von beiden Seiten nähern sich Joey zwei Soldaten mit weißem Tuch. Anfangs begegnen sich der Waliser und der Deutsche noch mit Argwohn, doch schon bald entwickelt sich ein freundschaftliches Gespräch zwischen den beiden und sie werfen eine Münze um Joey. Der Brite gewinnt und unter großem Jubel kehrt er mit Joey zu seinen Kameraden zurück, wo auf das Pferd eine große Überraschung wartet: Albert, der mittlerweile alt genug ist und als Tierpfleger zur Armee gestoßen ist, um so sein einstiges Versprechen wahrzumachen und nach Joey zu suchen. Doch das Wiedersehen wäre fast von nur kurzer Dauer gewesen, denn Joey übersteht nur knapp und dank der aufopfernden Betreuung von Albert eine Tetanusinfektion.
Als der Krieg schließlich zu Ende ist, beschließt die britische Armee, sämtliche Militärpferde zu versteigern. Albert ist erneut am Boden zerstört, droht doch ein weiteres Mal, Joey wieder zu verlieren. Die Soldaten aus Alberts Kompanie legen ihren ganzen Sold zusammen, um bei der Versteigerung mitbieten zu können. Doch ihre Summe reicht nicht aus, um das Gebot eines Metzgers zu überbieten und Joeys Schicksal scheint besiegelt. Im letzten Moment taucht ein alter Mann auf, der den Metzger doch noch aussticht. Wie sich herausstellt, ist es Emilies Großvater. Das Mädchen hatte nach dem Verlust von Joey und Topthorn der Lebenswillen verlassen. Ehe sie 15-jährig starb, hatte ihr der Großvater versprechen müssen, die Pferde zu finden und sich um sie zu kümmern. Als Emilies Großvater nach der Auktion von Alberts Vergangenheit und seiner Verbindung mit Joey erfährt, verkauft er Albert sein geliebtes Pferd um einen symbolischen Betrag. Kurz vor Weihnachten kehrt der überglückliche Albert mit Joey nach Hause zurück.

## Rezeption
Kate Agnew schreibt in ihrer Buchrezension: „Schicksalsgefährten war einer der ersten Romane von Michael Morpurgo. Der britische Children’s Laureate (2003-2005) behandelt darin viele der Themen, die seitdem sein literarisches Werk kennzeichnen: Die Sinnlosigkeit des Krieges und der Leiden, die er hervorbringt, die tröstende Kraft von Freundschaft und Liebe und die Verbundenheit zwischen Mensch und Tier. Das einfach und kraftvoll geschriebene Buch ist die erschütternde, anklagende Schilderung der Grabenkämpfe im Ersten Weltkrieg, aus der Perspektive eines Pferdes.“ Der Guardian schreibt: „Michael Morpurgo schreibt brillant über Krieg und Tiere und vermittelt die großen Gefühle, ohne zu predigen.“ Hazel Rochman schreibt in der Zeitschrift Booklist: „Joeys Fähigkeit, die Sprache zu verstehen, wo auch immer er sich befindet - England, Frankreich, Deutschland - verstärkt die Antikriegsbotschaft des Romans, und die knappen Details sprechen eine deutliche Sprache des Friedens.“

## Auszeichnungen
Der Roman erreichte 1982 beim WhitBread Book Award den zweiten Platz.

## Referenzen
Schicksalsgefährten ist in dem literarischen Nachschlagewerk 1001 Kinder- und Jugendbücher – Lies uns, bevor Du erwachsen bist! für die Altersstufe 8+ Jahre enthalten.

## Ausgaben
- War Horse. Kaye & Ward, London 1982 (englisch).
- Schicksalsgefährten. Carlsen, 2004.
- Gefährten. Carlsen, Hamburg 2012, ISBN 978-3-551-31121-4.

## Adaptionen
Der Roman wurde von Steven Spielberg als Kinofilm (deutscher Titel Gefährten) mit Jeremy Irvine, Emily Watson und Benedict Cumberbatch verfilmt. Das Theaterstück Gefährten des National Theatre wurde 2007 uraufgeführt und lief im West End Theatre und am Broadway.